# ワールド・リーグ・レスリング
ワールド・リーグ・レスリング（World League Wrestling、略称：WLW）は、アメリカ合衆国のミズーリ州トロイを拠点としているレスリングアカデミー及びプロレス団体。

## 歴史
1995年に引退したハーリー・レイスが、1999年7月にアメリカのミズーリ州トロイに設立。
ハーリー・レイス・レスリング・アカデミー（The Harley Race Wretling Academy）というプロレスラーのトレーニングジムを併設している。そこでレイスが後進の指導に当たっており、同団体ではその卒業生や在校生も数多くプロレスラーとして活動している（全員がジムの卒業生や在校生というわけではない）。
日本のプロレス団体のプロレスリング・ノアと提携関係にあり、2000年のノア旗揚げ以来、長期間の提携関係を継続し、同団体の合同でレスリングキャンプを定期的に行っていた。また選手の相互派遣も行っており、ノアの若手選手を中心に海外遠征を行ったり、WLWの所属選手がノアに参戦したりしていた。
また、その関係でハーリー・レイスはノアのタイトルであるGHCのタイトル管理委員長を務めていた。さらには、日本におけるプロレス協議会であるグローバル・レスリング連盟にも参画していた。
他方で、レイスがWWE殿堂者でもある関係で、WWEのスカウトも度々訪れていた。ザ・プレデター、トレバー・マードック、テッド・デビアス・ジュニア、カート・ヘニングの息子であるジョー・ヘニングらが、WLWを経てWWEと契約を果たした。その他、ノアとの合同レスリングキャンプではWWEもエージェントを講師（2008年はリッキー・スティムボート）として派遣するなど良好な関係にあった。

## タイトル
- WLW世界ヘビー級王座
- WLW世界タッグ王座
- WLW世界ジュニアヘビー級王座
- WLW世界女子王座

## 参戦選手

### 男子選手
- イーザン・ライト（Ethan Wright）
- ウィンストン・トーマス（Winston Thomas）
- エルビス・アリアーガ（Elvis Aliaga）
- カイル・セバスチャン（Kyle Sebastian）
- クリス・ウォーレス（Kris Wallace）
- ザ・カンクーン・キッド（The Cancun Kid）
- ジェイク・ダーデン（Jake Dirden）
- ジェイソン・ジョーンズ（Jason Jones）
- ジェシー・ブリューワー（Jessie Brewer）
- ジェフ・ストロング（Jeff Strong）
- ジャック・ギャンブル（Jack Gamble）
- スーパースター・スティーブ（Superstar Steve）
- スティーブ・フェンダー（Steve Fender）
- ダステイン・ヘリテージ（Dustan Heritage）
- ダスティン・ボズウォース（Dustin Bozworth）
- トレバー・マードック（Trevor Murdoch）
- トレント・ストーン（Trent Stone）
- ドクター・クアック（Dr. Quack）
- パイロ（Pyro）
- バオ・グエン（Bao Nguyen）
- ブライアン・ブレーカー（Brain Breaker）
- ブライトン・タッカー（Britton Tucker）
- マーク・スターリング（Mark Sterling）
- ライアン・ドラゴ（Ryan Drago）
- レックレス（Reckless）

### 女子選手
- アミー・ヘニング（Amy Hennig）
- ザ・グレート・チェイニー（The Great Cheyenne）
- ステイシー・オブライアン（Stacy O’Brien）
- ベッカ（Becca）
- ルーシー・メンズ（Lucy Mendez）

## 歴代参戦選手

### 男子選手
- アンジェロ
- エース・スティール
- ウェイド・チズム
- ウェンディ・モーリス
- ウォー・クラウド
- キース・ウォーカー
- クリス・ヒーロー
- クリス・マスターズ
- クリスティー・サマーズ
- クロウ
- ケイティー・シレン
- ザ・ドリル・インストラクター
- ザ・バーバリアン
- ザ・プレデター
- ジェイソン・ベイツ
- ジョー・ヘニング
- CMパンク
- ジョシー
- ジョシュ・ビソー
- ジョニー・ジェット
- ジョニー・パントヤ
- スティーブ・アンソニー
- ソラール
- ターキー・クリーク・ジョンソン
- ダコタ
- ダニエル・クロス
- デイリン・ウェイド
- T.S.アグリソー
- ディンティー・モーア
- テッド・デビアス・ジュニア
- デピューティー・デイル
- デンジャラス・デリック
- トマーソ・シアンピア
- トニー・スカーポーン
- ドノバン・モーガン
- ドン・ハリス
- バイソン・スミス
- BJホイットマー
- ブッチ・リード
- ブラッド・ペイン
- ブランドン・テイタム
- ブル・シュミット
- ブルータス・ビーフケーキ
- ボビー・フィッシュ
- マーク・ゴディカー
- マイク・デビアス（2代目）
- マイケル・モデスト
- マット・ストライカー
- マット・マーフィー
- ミスター・ディスティニー
- メイソン・ハンター
- ミング
- ユージン
- リッキー・スティムボート・ジュニア
- リック・スタイナー
- リトル・ジーニー
- ルミナス・ウォーリアー
- レベッカ・レイズ
- ロン・ハリス
- ワイルド・ビル

### 女子選手
- マリア・ホサカ

## プロレスリング・ノアからの参戦選手
- 三沢光晴
- 小橋建太
- 小川良成
- 大森隆男
- 森嶋猛
- 力皇猛
- 潮崎豪
- 泉田純
- 池田大輔
- 井上雅央
- 丸藤正道
- KENTA
- ロス・フォン・エリック
- マーシャル・フォン・エリック
- リッキー・マルビン

## プロレスリング・ノアに留学した選手
- スーパースター・スティーブ
- トレバー・ローデス
- マーク・ゴディカー
- ダコタ
- ソルーフ
- テッド・デビアス・ジュニア
- ダニエル・クロス
- リッキー・スティムボート・ジュニア
- ジェイソン・ジョーンズ
- スティーブ・アンソニー
- カイル・セバスチャン
- ジェイク・ダーデン
- ジャック・ギャンブル
- ジョン・ウェブ

## スタッフ
- ブランドン・シュミット（Brandon Schmitt）（レフェリー）
- マーク・ウィルソン（Mark Wilson）（レフェリー）
- ダン・ギアー（Dan Gier）（リングアナウンサー）

## 歴代スタッフ
- ジョン・コーン（レフェリー）
- スコッティーZ（レフェリー）